# Aad de Mos
Aad de Mos (n. 27 martie 1947, Haga, Olanda de Sud, Țările de Jos) este un antrenor de fotbal neerlandez, în prezent liber de contract.

## Palmares
- 1 x Cupa Cupelor UEFA: 1987–88
- 1 x Supercupa Europei: 1988
- 3 x Eredivisie: 1981–82, 1982–83, 1984–85
- 1 x Cupa Olandei: 1982–83
- 2 x Prima Ligă Belgiană: 1988–89, 1990–91
- 1 x Cupa Belgiei: 1986–87
- 1 x Saudi Arabia Crown Prince Cup: 2002–03